# المؤسسة الوطنية الصينية للنفط البحري
المؤسسة الوطنية الصينية للنفط البحري (بالإنجليزية: China National Offshore Oil Corporation)‏ هي واحدة من كبرى شركات النفط الوطنية في الصين.